# Passeroidea
De superfamilie Passeroidea bestaat grotendeels uit zaad- en plantenetende zangvogels die voorkomen in een groot deel van de wereld (Europa, Azië, Afrika, Noord- en Zuid-Amerika en Oceanië).
Deze superfamilie bevat vele in Europa bekende families en geslachten zoals de huismus, gorzen, vinken, heggenmussen, kwikstaarten en piepers.
Binnen deze superfamilie of clade worden diverse subclades onderscheiden. Het ligt nog lang niet vast wat de ideale indeling van deze groep zangvogels zal worden. De hier gepresenteerde indeling is gebaseerd op het Tree of life project en de familieindeling volgt die van de IOC.

## Families binnen deze clade
- Promeropidae (Afrikaanse suikervogels)[3]
- Irenidae (Irena's)
- Chloropseidae (Bladvogels)
- Dicaeidae (Bastaardhoningvogels)
- Nectariniidae (Honingzuigers)
- Passeridae (Mussen en sneeuwvinken)
- Ploceidae (Wevers en verwanten)
- Estrildidae (Prachtvinken)
- Viduidae
- Peucedramidae
- Prunellidae (Heggenmussen)
- Motacillidae (Kwikstaarten en piepers)
- Urocynchramidae
- Fringillidae (Vinkachtigen)
- Parulidae (Amerikaanse zangers)
- Icteridae (Troepialen)
- Emberizidae (Gorzen)
- Passerellidae (Amerikaanse gorzen)
- Thraupidae
- Calcariidae
- Cardinalidae (Kardinaalachtigen)